# Psychopathologie animale

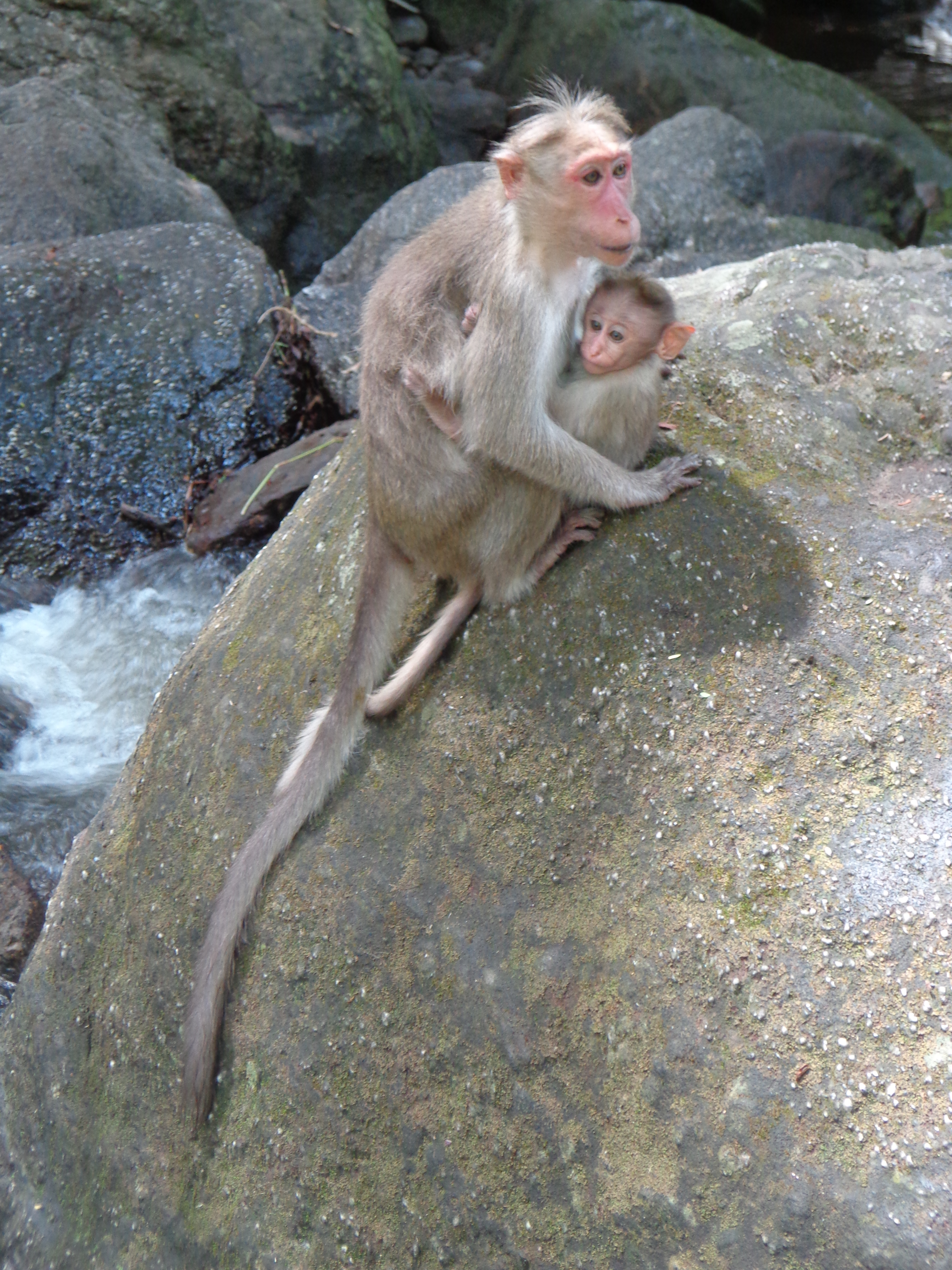
Affection d'un singe

La psychopathologie animale ou zoochosis est l'étude de la maladie mentale ou des troubles comportementaux chez les animaux.
Historiquement, il y a eu une tendance anthropocentrique à s'appuyer sur l'étude des psychopathologies animales comme des modèles pour l'étude des maladies mentales humaines. Mais les psychopathologies animales peuvent, du point de vue de leur évolution, être plus exactement considérées comme la manifestation de comportement non-adaptés causés par une sorte d'incapacité cognitive, de trouble émotionnel ou de détresse. Cet article présente une liste non exhaustive de psychopathologies animales.

## Troubles de l'alimentation
Les animaux vivant à l'état sauvage paraissent relativement libres de troubles de l'alimentation bien que la composition de leur corps fluctue en fonction des saisons et des cycles de reproduction. Cependant, des animaux domestiqués que ce soit de ferme, de laboratoire et de compagnie sont enclins à de tels désordres. La valeur sélective dicte le comportement alimentaire des animaux sauvages. L'on s'attend à ce même type de comportement chez les animaux de la ferme, mais on peut se demander si ces mêmes principes s'appliquent aux animaux de laboratoire et aux animaux de compagnie.